# Kruhy mé touhy
Kruhy mé touhy je sedmé řadové album zpěvačky Ilony Csákové. Vyšlo v únoru 2002.
I když je toto album nejspíš to nejlepší, co zmíněná zpěvačka kdy vydala, nedá se říct, že tento počin je pro vývoj české populární hudby zásadní.[zdroj?] Při tvorbě tohoto projektu se Csáková nesoustředila výhradně na svoje síly, elektronický háv jejím skladbám zaranžovala slovenská skupina B3 ve složení Peter Graus, Tomáš Zubák, Marián Kachút. Na dvou písních se autorsky podílel frontman skupiny Laura a její tygři Karel Šůcha (Krásná, Časy se mění).

## Seznam skladeb
1. Kruhy mé touhy 4:13
2. Babylon 3:20
3. Krásná 4:02
4. Časy se mění 3:39
5. Na jeden den 3:47
6. Jsem IN 3:44
7. Sněhová královna 4:54
8. Zkouším tě svádět 3:33
9. Šelma 4:01
10. Když říkáš mi ne 3:23
11. Máš sílu se prát 4:55
12. Babylon (english version) 3:20